# Marja Grill
Marja Grill, född 12 april 1975 i Göteborg, är en svensk journalist.
Grill är utbildad i journalistik på Journalistprogrammet Göteborgs universitet och arbetar som reporter på SVT Nyheters grävdesk. Förutom sin produktion är Anna Grill även verksam som föreläsare på Fojos kurs Fram med fakta, där hon undervisar i journalistiska arbetsmetoder och i hur man kan bedriva granskande journalistik även på resurssvaga redaktioner.

## Biografi

### Privatliv
Grill växte upp i Länsmansgården. Modern var socionom. Hon är gift med Mikael Grill Pettersson. Paret har två söner.

### Karriär
Grill prisades vid Prix Egalia 2004 för Kommunala jämställdhetsplaner. År 2005 producerade Grill dokumentären På rätt sida vägen och senare Moderaterna – vi gjorde vad vi lovade. Under åren 2008–2010 arbetade hon för SVT:s Uppdrag granskning, där hon bland annat producerade programmet Mirakeltanten, som skildrade fallet Gulli Johansson som drabbats av läkemedelsförgiftning.[källa behövs] Programmet nominerades till en Guldspade av Föreningen Grävande Journalister och ledde till det så kallade lagförslaget Lex Gulli samt till en skärpning av Socialstyrelsens föreskrifter för läkemedelsanvändning bland äldre.[källa behövs] År 2011 vann hon Prix Egalia för ett program om Kommunala bolag.
Tillsammans med journalisten Carolina Jemsby producerade Grill dokumentären Konsten att stjäla utan att åka fast (2016), vilken belyste ekonomisk brottslighet.[källa behövs] År 2017 belönades hon med Spektrumpriset Best Practice för granskningen #deutsatta, och samma år nominerades hon även till det internationella journalistpriset DIG Award.
Grill nominerades 2018 till utmärkelsen Best European Journalist av PRIX Europa, bland annat för sin rapportering om personer med funktionsnedsättning.[källa behövs] År 2018 producerade hon även dokumentären Striden om assistansen. Den vann priset Bronze world medal på New York Festivals TV and Film Awards.
År 2019 nominerades hon tillsammans med Carolina Jemsby till en Guldspade för granskningen För barnens bästa, som behandlade socialtjänstens hantering av barn. Samma granskning nominerades även till DIG Award Short. År 2021 belönades hon med en Guldspade för dokumentären Fallet Sofie, även den i samarbete med Jemsby.
Hon belönades med Guldspaden även 2024 för granskningen Varför dog John Walter - en granskning av de nya barnhemmen.